# Sixes, Sevens & Nines
Sixes, Sevens & Nines è il secondo album dei Junkyard, uscito nel 1991 per l'etichetta discografica Geffen Records.

## Tracce
1. Back On The Streets
2. All The Time In The World
3. Give The Devil His Due
4. Slippin' Away
5. Nowhere To Go But Down
6. Misery Loves Company
7. Throw It All Away
8. Killing Time
9. Clean The Dirt
10. Lost In The City

## Formazione
- David Roach - voce
- Chris Gates - chitarra
- Brian Baker - chitarra
- Clay Anthony - basso
- Patrick Michael Muzingo - batteria

### Altre partecipazioni
- Steve Earl
- Kevin Savigar - piano, organo hammoned nelle tracce 3, 10
- Pinky Greenstamps - cori nelle tracce 2, 4, 6
- Suber Superius - cori nelle tracce 2, 4, 6